# Эллисон, Харлан
Ха́рлан Джей Э́ллисон (англ. Harlan Jay Ellison; 27 мая 1934, Кливленд, Огайо — 28 июня 2018, Лос-Анджелес, Калифорния) — американский писатель-фантаст и сценарист. Пользовался славой наиболее продуктивного автора короткой прозы и наиболее титулованного за своё обширное литературное творчество. Им написано более двух тысяч рассказов, эссе, очерков и статей.

## Биография
В юности был отчислен из университета за то, что ударил профессора по литературе - доктора Шедда, который заявил, что у Эллисона нет таланта и ему не стоит писать. Эллисон воспринял это, как убийство мечты всей его жизни, и ответил в присущей ему грубой манере, распустив руки, не совладав со своим гневом, за что был сразу же отчислен. Впоследствии он посылал каждую свою публикацию этому профессору, но не получил ни единого ответа.
Воспитываясь в небогатой американо-еврейской семье и будучи невысокого роста (159 см), Харлан с детства страдал от комплекса неполноценности и всю жизнь пытался доказать, что он чего-то стоит.
После отчисления из университета в 1950-х годах, начинающий писатель без денег переезжает в Нью-Йорк. Из-за отсутствия жилья он часто ночует у друзей. Первый рассказ «Светляк» он пишет за две ночи на кухне у знакомых. Предлагает его во все ведущие журналы и получает отказ. Но потом один из редакторов соглашается и выдаёт чек на гонорар в 40 долларов. Это придаёт Эллисону уверенность, что он сможет стать профессиональным писателем.
За 50 лет творчества им написано более 2000 рассказов, статей, очерков и эссе. Эллисон нигде никогда не работал, занимаясь только литературной деятельностью.
Из-за своей несдержанности и желания быть свободным, говорить и делать всё, что заблагорассудится, писатель нажил множество врагов.
В середине 1960-х годов, когда его пригласили сценаристом на студию Disney, он спросил своего агента: «Они сошли с ума? Вы уверены, что они хотят именно меня, именно Харлана Эллисона, а не Боба Эллисона, например? Я — сумасшедший, радикальный, бросающий бомбы мужлан, который пишет истории о туалетных вещах и кусающий за зад младенцев». В первый же рабочий день один из руководителей студии Рой Дисней был шокирован предложением Эллисона (вероятно, шутливым) снять порнографический мультфильм с Микки Маусом и сразу его уволил.
Писатель специализировался на рассказах и небольших повестях «шокирующего» характера. Начало литературной деятельности — 1956 год, рассказ «Светляк». Рассказ повествует о последнем человеке на Земле — подопытном секретных экспериментов, светящемся мутанте. Оставшись в полном одиночестве, он решается починить космический корабль и отправиться в колонию людей на Проксиме ІІ.
Эллисон — один из самых титулованных лауреатов премий по научной фантастике, в том числе самых престижных — «Хьюго» (11 раз), «Небьюла» (5 раз) и множества самых различных литературных премий. Этому способствовали плодовитость автора (2000 рассказов), его участие во всех конкурсах, эпатажный стиль и борьба с развившимся комплексом неполноценности.
Писатель работал в уникальной психологической шокирующей манере. Часто использовал грубый слог, порой ненормативную лексику, абсурд и чрезмерную жестокость. Ненавидел литературных пиратов и заработал себе репутацию человека, не вылезающего из постоянных судебных исков, которые возбуждал по любому поводу.
Одна из самых знаменитых «копирайтных войн», затеянных Эллисоном, связана с фильмом «Терминатор». После выхода картины на экраны Эллисон подал в суд на её создателей, обвинив их в плагиате — заимствовании сюжета из его рассказа «Солдат». Кинокомпания удовлетворила иск Эллисона в досудебном порядке, добавив его имя в титры и не разглашая сумму выплаченной писателю компенсации, хотя режиссёр фильма — Джеймс Кэмерон — был против.
Когда в 1990-х годах в петербургском издательстве «Азбука» вышел первый русский перевод трёхтомника его рассказов «Все звуки страха», а писатель не получил за это ни цента, он официально издал свой трехтомник в другом издательстве («Полярис», 1997) и в предисловии к изданию пообещал свалить на офис «Азбуки» мёртвого бронтозавра.
Характерным примером его стиля может служить повесть-антиутопия «Парень и его пёс». После войны в мире царят разруха, мутанты и хулиганствующие банды. Чтобы выжить, главный герой должен убивать всех вокруг, пользуясь помощью своего пса-телепата. Однажды он встречает девушку и влюбляется в неё, что ставит под угрозу прочные отношения с его псом. И главному герою приходится выбирать кого-то одного.
Самый известный рассказ «У меня нет рта, но я должен кричать» повествует о суперкомпьютере A. М. («Ядерный манипулятор»), уничтожившем всё человечество, но оставившем в живых всего пятерых людей. Подарив им бессмертие, он из ненависти к создателям мстит своим пленникам. Компьютер морит пятёрку голодом, холодом, мучит их страхом и искушениями в течение 109 лет. В итоге главный герой находит способ убить своих друзей по несчастью, чтобы избавить их от мучений, но компьютер в отместку лишает его человеческого обличья и продолжает активно пытать. Рассказ приобрёл такую известность, что его название стали использовать в качестве рекламы вещей, не имеющих к произведению никакого отношения. Так, британский кинопродюсер Макс Розенберг попытался назвать так же задуманный им фильм ужасов
Сюжет рассказа лёг в основу компьютерной игры I Have No Mouth, and I Must Scream (1995), в которой писатель также озвучил главного отрицательного персонажа — глобальный компьютер «A.M.» В этой же игре Эллисон окончательно завершил сюжет, ответив на такие вопросы, как «Почему А. М. выбрал именно этих пятерых людей?» и «Какое прошлое лежит за каждым человеком?»
Харлан Эллисон был другом известных авторов и сотрудничал с ними: с Генри Слезаром (юмористический рассказ «Зелёный гость»), Робертом Шекли (рассказ «Я вижу: человек сидит на стуле, и стул кусает его за ногу»).
На своей странице Эллисон написал о трёх самых важных вещах в жизни. На его взгляд, это — ваш пол (имея в виду войну полов и сумасшедшее противостояние и различие мужчины и женщины), насилие (что этот мир строится на нём, и это ужасно) и отношения на работе (99 человек из 100 готовы пойти на любые унижения ради сохранения работы и карьеры).
По мнению критиков и читателей, лучшие рассказы автора — это всё же немногочисленные в его творчестве реалистические рассказы, очерки о себе, а не многочисленные фантасмагорические истории.
Автор был известен своим холерическим темпераментом, грубыми выходками, отсутствием «тормозов», стремлением говорить любую правду в лицо везде и всюду, склонностью к чёрной рекламе и «словесному хулиганству».
Скончался во сне 28 июня 2018 года, на 85-м году жизни, в своём доме в Калифорнии.

## Экранизации
- Звездный путь (1967) 28 эпизод первого сезона "The City on the Edge of Forever" "Город на краю вечности" автор эпизода Харлан Эллисон.
- За гранью возможного: «Демон со стеклянной рукой» и «Солдат» (1964).
- «Парень и его собака» (1974).
- «У меня нет рта, но я должен кричать» (видеоигра, 1995).